# Florian Froehlich
Pour les articles homonymes, voir Froehlich.
Florian Froehlich, né le 17 décembre 1959 à Pfaeffikon en Suisse, est un artiste contemporain suisse qui se consacre à la peinture, à la sculpture, aux vitraux et à d'autres genres artistiques.

## Biographie et évolution

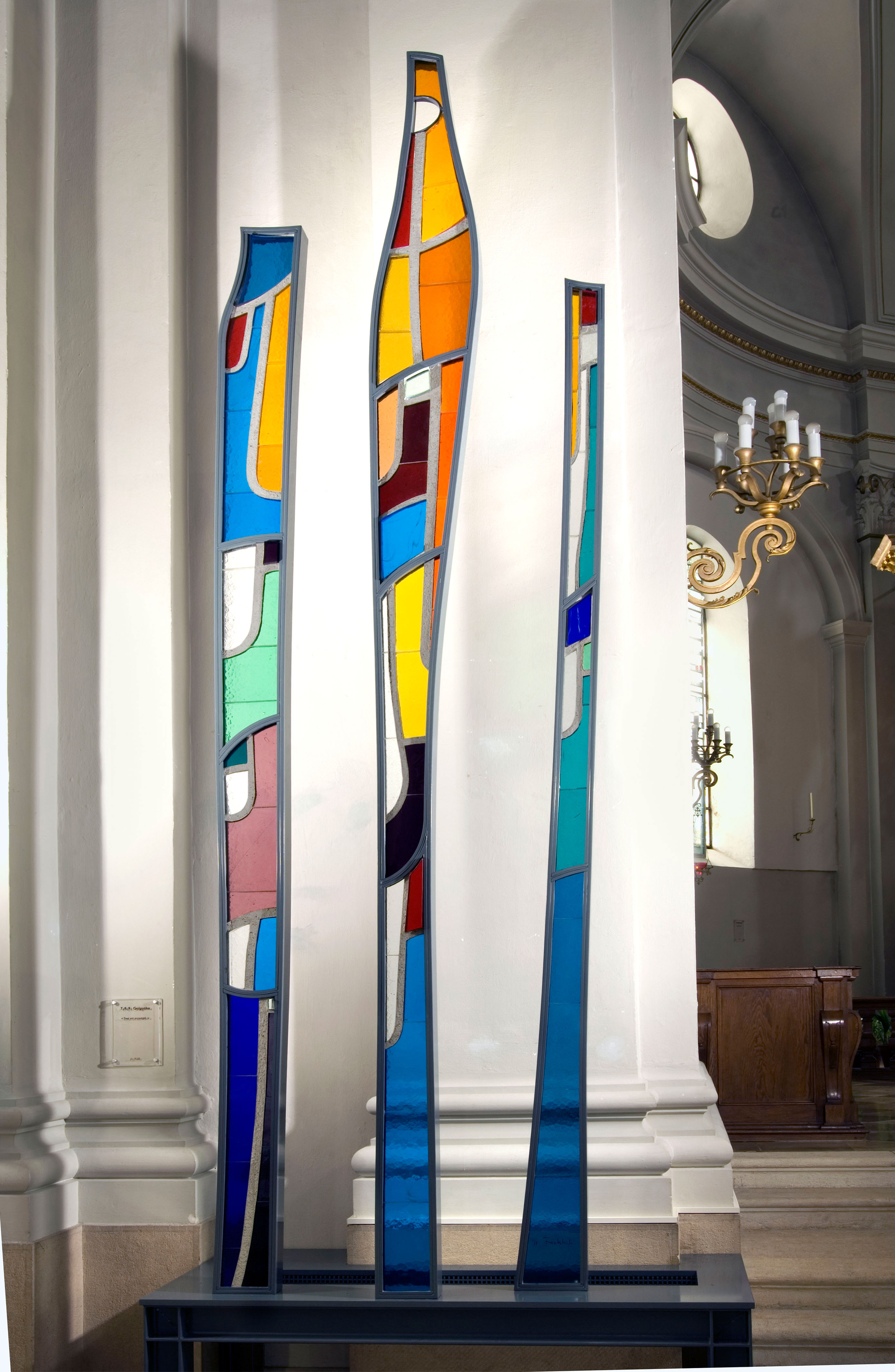
Golgotha - Stained glass and steel sculptures, 400 cm. Back-lighting with 2000 W. Part of the Saignelégier project.

Florian Froehlich a été d'abord influencé par les peintres de l'École de Paris, notamment par Maurice Estève, Charles Lapicque et Nicolas de Staël, dont il a côtoyé les œuvres comme neveu du galeriste zurichois Peter Nathan. Il a étudié la médecine aux universités de Zurich et de Lausanne jusqu'en 1996 et a par la suite développé une activité intense d'artiste, parallèlement à sa vie professionnelle. Depuis 1996, il habite à Porrentruy dans le Jura suisse. Son amitié et sa connivence créatrice avec le peintre suisse Jacques Minala lui a permis de se familiariser avec les techniques du vitrail. Depuis 2003, il est membre de Verarte.ch, l'association suisse des arts du verre, ce qui le conduit à exposer plusieurs fois au Vitromusée Suisse de Romont, notamment en 2009.
De 2003 à 2009 Florian Froehlich a travaillé sur les « Stèles de Saigneliégier » pour l'église catholique à Saignelégier, au Jura suisse, projet soutenu par un financement cantonal et fédéral et exécuté en collaboration avec le maître-verrier Roland Béguin ainsi qu'avec le ferronnier d'art J.-P. Scheuner, en employant des techniques expérimentales. Le concept novateur de la stèle permet de garder la luminosité de l’église en occupant seulement une petite  partie de la surface des verrières existantes. Alors que des vitraux ne font en général pas l’objet d’un éclairage, Froehlich fait usage de lumière artificielle : trois stèles placées au centre de l’église, le groupe Golgotha, sont animées par un puissant rétro-éclairage. Chacune des 21 stèles de 4 mètres de haut est accompagnée d’une citation biblique commentée par le Père Bernard Miserez. La dalle de verre qui ne s’emploie plus beaucoup aujourd’hui a été produite spécifiquement pour ce projet. Les stèles de Saignelégier sont un projet novateur dans le domaine du vitrail sacré contemporain,.
De temps en temps, Florian Froehlich crée des œuvres en relation avec l'actualité, par exemple l'étape jurassienne du Tour de France 2012 : une installation éphémère exposée sur une période de 24 heures le 8 juillet 2012. Ses œuvres ont été montrées à la Berliner Liste 2012 et 2013, une foire d'art international réputée à politique sélective.
Depuis 2010, Froehlich collabore régulièrement avec la galerie ACHTZIG d'art contemporain) à Berlin. La galerie ACHTZIG a notamment présenté une exposition individuelle des œuvres de Froehlich en décembre 2013, intitulée « World Theatre-Theatre World », qui a été inaugurée en présence d’un représentant de l’Ambassade Suisse à Berlin. Un  livre portant le titre de cette même exposition est paru en septembre 2013 aux  Éditions Le Renard par la Queue, à Lausanne, édité  par l'écrivain Ferenc Rákóczy accompagné de textes par le journaliste José Ribeaud, entre autres, dans un design contemporain signé Chloé Donzé. Florian Froehlich se concentre actuellement sur le thème de l'être humain, et l’interaction entre foules et individus. Il  crée une sorte de microcosme virtuel de l’humain sous forme de micro-sculptures en réalisant des  peintures-sculptures et sculptures-peintures.
Florian Froehlich a récemment initié l’idée d’intégrer des microsculptures dans l’horlogerie, approche parfaitement novatrice. Une présentation officielle devant un parquet d’horlogers Suisses a eu lieu avec le soutien de Pascal Bourquard de la maison BIWI.
Depuis 2015, Froehlich quitte  progressivement le sujet des foules et s’approche de l’être humain dans son individualité. Sa porte d’entrée et cette fois-ci la Renaissance. Pendant 2 ans, il dessine surtout. L’artiste s’empare d’un dessin ancien, il l’agrandit, choisi souvent un détail qu’il amplifie. Cela donne des compositions amples et libres sur toile, respirant l’air de notre temps, souvent avec des couleurs expressives qui n’ont  peur de rien, même pas du fluo. De nombreuses techniques sont utilisées : crayon, fusain, craie, pastel, aquarelle, collages, acrylique et même l’encaustique,  une technique très ancienne utilisant de la cire d’abeille. L’esprit de la Renaissance opère dans son travail : l’aventure intellectuelle de l’humanisme, la maîtrise totale de la perspective et la magie de la beauté.  Froehlich dépoussière  cette époque par une lecture artistique nouvelle et totalement contemporaine,.
Un point d’orgue du travail de Froehlich est le personnage biblique de Haman, basé sur un petit dessin de Bartolomeo Passarotti qui a recopié ce même sujet sur le plafond de la Chapelle Sixtine de Michel-Ange. Son dessin est tombé dans les mains de Pierre-Paul Rubens au siècle suivant qui a directement retravaillé ce même dessin. Quelle liberté de s’inspirer entre artistes !  Pierre Hügli, éditeur d’un magazine d’art : « Mais qui, parmi les peintres contemporains, va se passionner pour des dessins de maîtres anciens, conservés dans des cabinets d’estampes, au point d’en faire le point de départ d’œuvre unique en son genre ? »,
En automne 2018 a lieu l’exposition « Magie de la Renaissance » à la fondation BLOCH (FARB) à Delémont. Deux concerts entourent cette exposition ; au programme entre autres des œuvres de Friedrich Théodor Froehlich (1803-1836), compositeur romantique et ami de Franz Schubert, ancêtre de l’artiste.
Son travail évolue vers encore plus d’audace, de liberté et de cohérence par rapport à ses références, les grands Maitres de la Renaissance. Ses peintures invitent  à la joie et  la contemplation  à la fois. Toujours et encore, les dessins anciens sont le point de départ de sa recherche. Renaissance de la Renaissance ! En automne 2020, une grande exposition , ENTRE CIEL  ET TERRE, a lieu  au Centre Saint-François à Delémont, avec plusieurs  particularités :  Une durée symbolique de 365 jours. Ainsi, l’artiste fait l’accrochage le 4.3.20, mais le vernissage du 14.3.20 est annulé en raison de la pandémie COVID. Six mois de silence. Vernissage enfin le 19.9.2020 . Le COVID insuffle une énergie inspiratrice à Florian Froehlich  (QJ 18.9.2020) : Les masques et les gants, instruments de lutte contre la Coronavirus, s’intègrent dans son travail, par exemple le Christ Covid (2020). Cette toile emblématique de sa démarche à la fois spirituelle et provocatrice porte un message d’espoir et nous guide vers un mieux (QJ 18.9.2020) . Nous sommes en  plein dans l’actualité du moment.

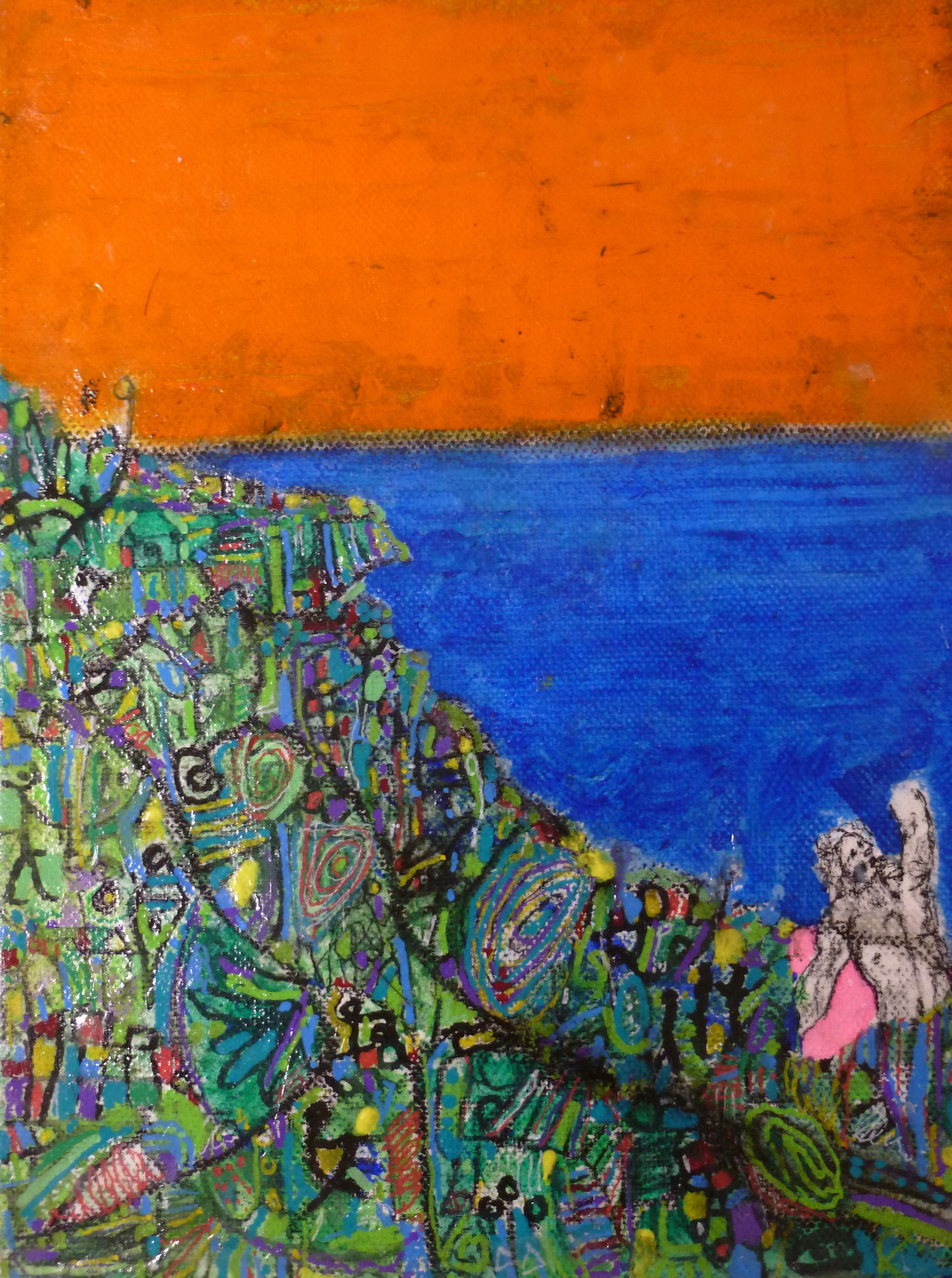
Permacosonis (paysage des Açores), 2024, toile, 18 x 24 cm. technique mixte et encaustique

Depuis 2021, le parc de la demeure 19ème siècle , la Villa Dubail-Burrus que Florian Froehlich habite avec sa femme Isabelle et sa famille est restauré. La bâtisse inspirée du baroque français et son vaste parc lui apportent régulièrement des inspirations  pour sa peinture. La Villa Dubail-Burrus devient membre de Domus Antiqua Helvetica, l’association Suisse des propriétaires de demeures historiques.
En 2022, Froehlich fait installer au cimetière de Porrentruy  - pour son beau-père Claude Duthé décédé en 2019 -  une installation -vitrail très puissant qu’il appelle « fluxus vitae » :  Bravant la tradition  d’un cimetière, il célèbre par cette création la mort par la vie. Comme les stèles de Saignelégier, il a réalisé ce travail en étroite collaboration avec l’atelier Béguin vitraux à St Croix et les serruriers J.Pierre et Marianne Scheuner. Une spirale métallique en bleu ultramarin jaillit du marbre rose du Portugal, se tord dans l’espace, embrasse tendrement un visage en dalle de verre colorée et se perd ensuite plus loin, dans l’infini. De l’onyx rose d’Iran, semi-transparent, est utilisé pour la plaque funéraire . Fluxus vitae deviendra la tombe familiale.
Depuis début 2024 , Florian Froehlich associe ses figures inspirées de dessins de la Renaissance et du Baroque avec des paysages , paysagse qu'il a abandonnés depuis environ 10 ans. . Un dialogue surprenant s'installe entre ces deux genres, défiant le regard du spectateur . En s'approchant, de subtils détails se révèlent, les surfaces s'animent de symboles et de bonhommes qui semblent raconter des histoires.  Ses tableaux se regardent mais peuvent "se lire" aussi,,.

## Expositions

### Expositions personnelles

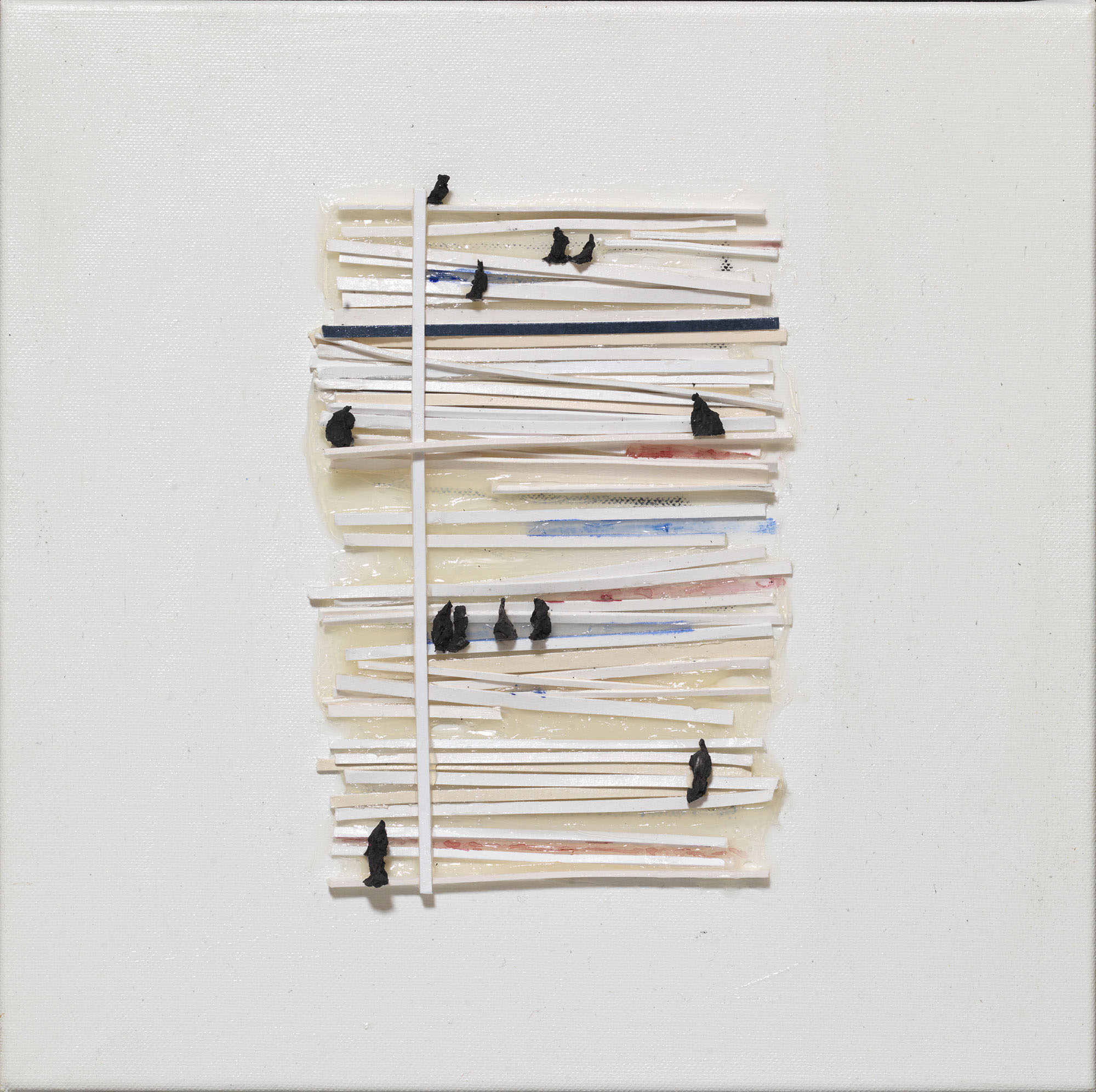
Life score - Sculpture, mixed media, cardboard. Canvas 30 x 30 cm

- 2020 : Entre Ciel et Terre : L’aventure de l’évasion  sur 365 jours.  Centre Saint-François, Delémont (JU)
- 2018 : Magie de la Renaissance  Fondation Anne et Robert Bloch (FARB), Delémont (Suisse)[20],[21]

- 2013 : World Theatre-Theatre World, Achtzig Gallery for Contemporary Art, Berlin, Allemagne (décembre 2013).
- 2012 : Tour de France, étape jurassienne du 8 juillet 2012: “Finishing line” : présentation de 24 h d’une installation en sculptures multiples avec un vieux vélo[13]
- 2007 : Galerie FARB, Delémont, Suisse[1]
- 2005 : Galerie du Solstice, Yverdon/Treycovagnes, Suisse
- 2004 : Galerie du Solstice, Yverdon/Treycovagnes, Suisse
- 2003 : Galerie Catherine Clerc, Lausanne, Suisse[28]
- 2002 : Galerie Paul Bovée, Delémont, Suisse[3]
- 1998 : Galerie Courant d’Art, Chevenez, Suisse[29] ; Galerie Paul Bovée, Delémont, Suisse[30]
- 1997 : Galerie Pingeot-Gerbi, Paris, France ; Galerie Catherine Clerc, Lausanne, Suisse
- 1994 : Galerie Catherine Clerc, Lausanne, Suisse
- 1993 : Galerie de l’Evole99, Neuchâtel, Suisse
- 1992 : Fondation du Grand-Cachot-de-Vent, Vallée de La Brévine, Suisse[31],[32]
- 1991 : Galerie Jasmin, Zurich, Suisse ; Galerie Black, Lausanne, Suisse
- 1989 : Galerie Jasmin, Zurich, Suisse.

### Expositions en groupes

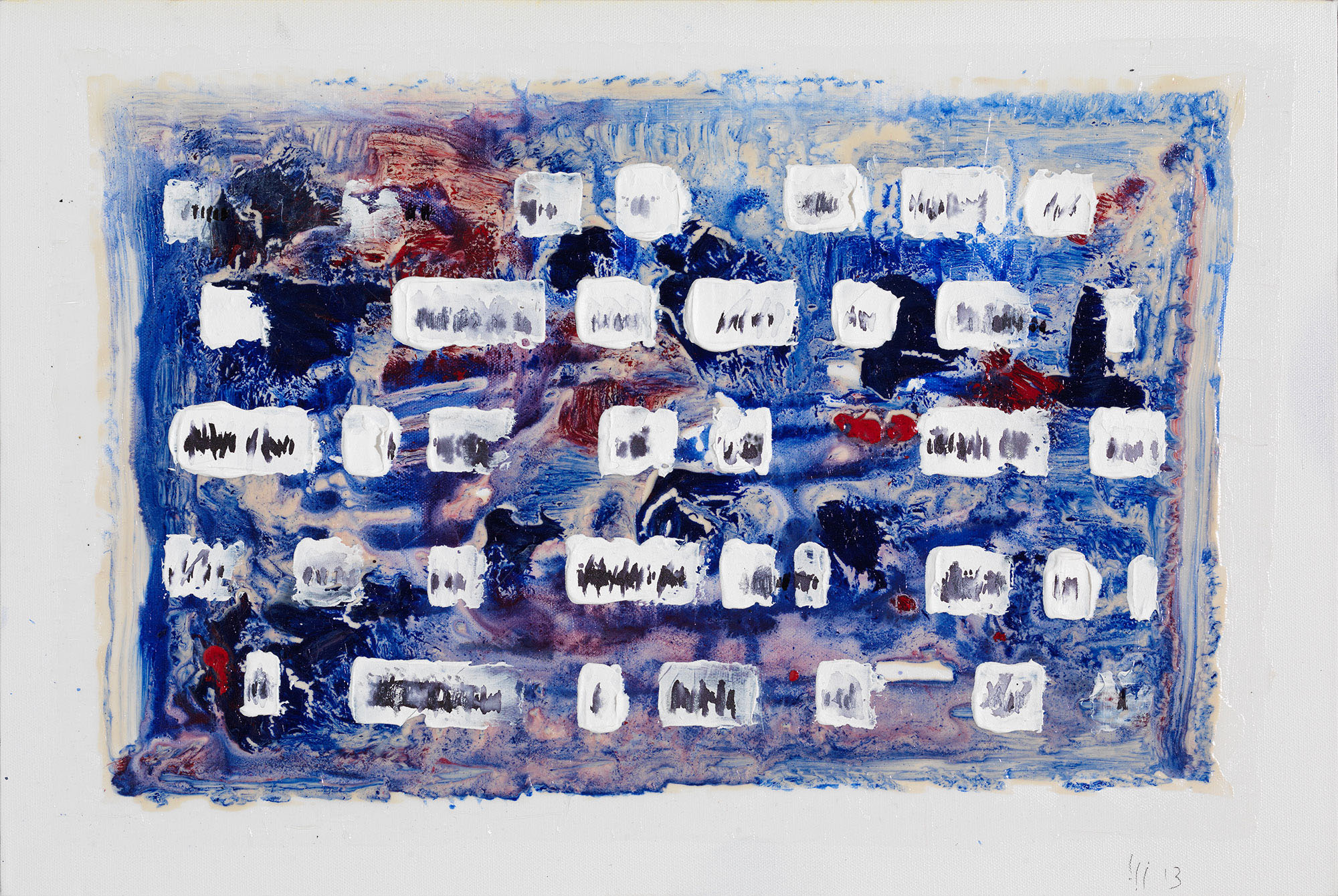
Lives in parallel - Mixed media and ink. Canvas, 40x60 cm

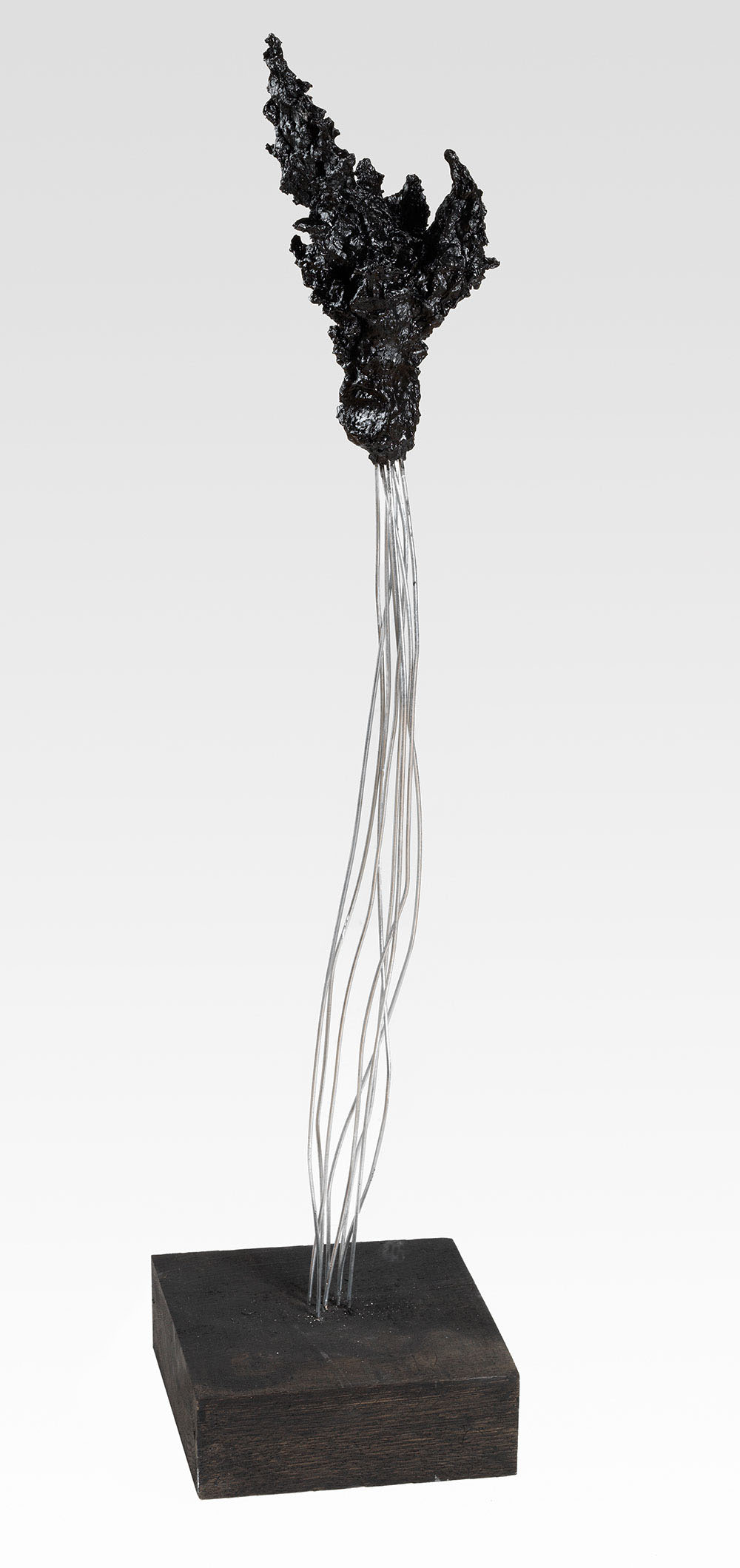
Human grape - Sculpture on wires. 19x 82 cm

- 2024 : "Une longue complicité" (avec Jacques Minala) Galerie du Pavé, St-Ursanne[25],[26],[27]
- 2023 : Galerie Café du Soleil, Saignelégier, 26.11.23-14.1.24
- 2023 : Biennale de la Société des Peintres et Sculpteurs Jurassiens SPSJ
- 2023 : Galerie Café du Soleil, Saignelégier, 26.11.23-14.1.24
- 2019 : Biennale de la  Société des Peintres et Sculpteurs Jurassiens SPSJ
- 2015 et 2017 : Biennale de la Société des Peintres et Sculpteurs Jurassiens SPSJ

- 2015 : Galerie Dukan Contemporary Art, Leipzig

- 2013 : MicroArt : Exposition d’œuvres de peintures-sculptures en vue d’une application en horlogerie, Pleujouse, Suisse[19]
- 2013 : Galerie FARB, Delémont, Suisse
- 2011-2013 : Achtzig Gallery for Contemporary Art, Berlin (plusieurs expositions en groupe)
- 2010 : Exposition City Landscapes, Achtzig Gallery for Contemporary Art, Berlin, Allemagne
- 2009 : Musée suisse du vitrail et des arts du verre, Romont (Vitromusée), Romont. Verarte.ch exhibition ; du 4 avril au 20 septembre 2009 ; Galerie Meisterschüler, Berlin, Allemagne
- 2007 : Galerie Art Service, Château d'Eguilly, Eguilly, France ; Galerie Bleu de Chine, Fleurier, Suisse
- 2006 : Exposition permanente d'œuvre, Galerie Alain Aubry, Paris, France
- 2005 : Verarte.ch : Exposition de l'art du verre, Elisabethenkirche, Bâle, Suisse
- 2004 : Exposition au Musée suisse du vitrail et des arts du verre, organisé par Verarte.ch, Romont, Suisse
- 2002 : Invité à participer à une exposition à échelle nationale Expo 02 ; Kunstmuseum, La Chaux-de-Fonds, Suisse
- 1998 : Centre d’Art en Face, Porrentruy, Suisse
- 1994 : 120 artistes jurassiens (120 Jura artists), Delémont, Suisse
- 1992 : Galerie 67, Berne, Suisse

## Publications
- Florian FROEHLICH : Magie de la Renaissance. Un retour aux sources de la beauté.  (ISBN 978-2-8399-2487-0)
- Florian Froehlich : World Theatre - Theatre World. Éditions Le renard par la queue, CH-1005 Lausanne  (ISBN 978-2-940533-00-8)
- Glasmalerei für das 21. Jahrhundert : Malen mit Glas und Licht  (ISBN 978-3-00-040422-1)
- Biographisches Lexikon der Schweizer Kunst, Verlag Neue Zürcher Zeitung  (ISBN 3-85823-673-X)